# Гродеково (Казахстан)
Гроде́ково (каз. Гродеково) — село у складі Жамбильського району Жамбильської області Казахстану. Адміністративний центр Гродековський сільського округу.
У радянські часи село називалось Гродиково.
Населення — 6461 особа (2021; 4085 у 2009, 4356 у 1999, 4048 у 1989).